# Fantômas (band)

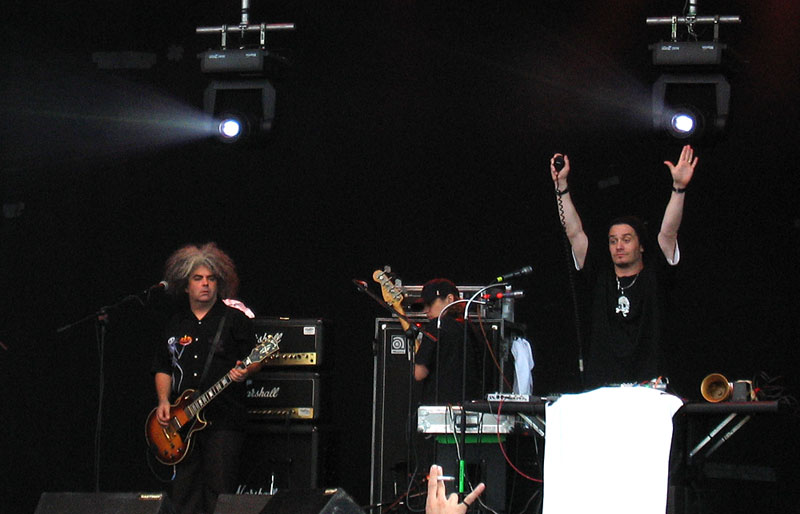
Fantômas

Fantômas is een alternatieve metalband. De band is ontstaan in de Verenigde Staten (Californië) en bestaat uit zanger Mike Patton (bekend van onder andere Faith No More, Mr. Bungle, Tomahawk en John Zorn), basgitarist Trevor Dunn, gitarist Buzz Osborne alias King Buzzo (The Melvins) en Dave Lombardo (Slayer). Ze bestaan sinds 1998 en zijn vernoemd naar een gelijknamig Frans personage. Ipecac Recordings geeft hun platen uit.

## Discografie
- 1999 Fantômas (aka 'Amenaza Al Mundo')
- 2001 The Director's Cut
- 2002 Millennium Monsterwork 2000 (Live with The Melvins)
- 2004 Delìrium Cordìa
- 2005 Suspended Animation